# Bojan Prašnikar
Bojan Prašnikar (ur. 3 lutego 1953 w Šmartnie ob Paki) – słoweński piłkarz, a następnie trener piłkarski. Od 2011 roku jest trenerem klubu Olimpija Lublana.

## Kariera piłkarska
Swoją karierę piłkarską Prašnikar rozpoczął w klubie NK Šmartno. Grał w nim w latach 1964–1976. W sezonie 1975/1976 zdobył tytuł króla strzelców słoweńskiej ligi. W 1976 roku odszedł do Olimpiji Lublana. Rok później wrócił do NK Šmartno, którego zawodnikiem był do 1983 roku. W sezonie 1983/1984 grał w austriackim SVG Bleiburg, w którym zakończył karierę.

## Kariera trenerska
Grając w klubie NK Šmartno Prašnikar był też jego trenerem. Pracował tam w latach 1979–1983 i wygrał rozgrywki trzeciej ligi w 1981 roku. Następnie pracował jako trener w innych słoweńskich klubach: NK Elkroj Mozirje, NK Celje, NK Mura, Olimpija Lublana, NK Rudar Velenje, NK Maribor, ponownie Olimpija Lublana i NK Maribor. Z Olimpiją wywalczył dwa tytuły mistrza kraju w latach 1993 i 1994 (w 1993 roku zdobył z nią też Puchar Słowenii). Z kolei z Mariborem czterokrotnie był mistrzem kraju w latach 1997, 1998, 1999 i 2002 oraz dwukrotnie sięgnął po puchar kraju (1997 i 1999). Prowadził Maribor w fazie grupowej Ligi Mistrzów w sezonie 1999/2000.
Po odzyskaniu niepodległości przez Słowenię Prašnikar został w 1991 roku selekcjonerem reprezentacji kraju. Pracował tam do 1993 roku i został zastąpiony przez Zdenko Verdenika. W 1998 roku po raz drugi prowadził kadrę narodową, a w 2002 roku został jej selekcjonerem po raz trzeci. Został zwolniony po nieudanych dla Słowenii eliminacjach do Euro 2004 i zastąpiony przez Branko Oblaka.
W latach 2004–2005 Prašnikar prowadził NK Mura, w latach 2005–2006 - cypryjski AEL Limassol, a w latach 2006–2007 - NK Primorje. We wrześniu 2007 został szkoleniowcem Energie Cottbus. Odszedł z niego po zakończeniu sezonu 2008/2009. W sezonie 2010/2011 prowadził NK Rudar Velenje, a w 2011 roku został zatrudniony w Olimpiji Lublana.